# The Collection (album Camel)
The Collection – album kompilacyjny brytyjskiej grupy Camel wydany w 1985, zarówno w formie płyty gramofonowej (LP) jak i płyty kompaktowej (CD}.

## Lista utworów

### LP
Album w tej wersji zawiera utwory:
- strona 1
  1. "Aristillus"
  2. "Freefall"
  3. "Supertwister"
  4. "Spirit of the Water"
- strona 2
  1. "Lunar Sea"
  2. "White Rider"
  3. "Earthrise"
  4. "Song Within a Song"
- strona 3
  1. "Rhayader"
  2. "Rhayader Goes to Town"
  3. "Migration"
  4. "Rhayader Alone"
  5. "La Princesse Perdue"
  6. "The Great Marsh"
- strona 4
  1. "Drafted"
  2. "Captured"
  3. "Sasquatch"
  4. "Rain Dances"
  5. "Highways of the Sun"
  6. "First Light"

### CD
Album w tej wersji zawiera:
1. "Aristillus (1:55)
2. "Freefall (5:50)
3. "Supertwister (3:16)
4. "Spirit of the Water (2:03)
5. "Lunar Sea (Live) (8:58)
6. (A) "Rhayader (B) "Rhayader Goes to Town" (Live) (8:20)
7. (A) "Migration (B) "Rhayader Alone" (Live) (5:39)
8. (A) "The Princess Perdue" (B) "The Great Marsh" (Live) (7:01)
9. (A) "Drafted" (B) "Captured" (Live) (6:54)
10. "Sasquatch" (Live) (4:00)
11. "Rain Dances" (2:49)
12. "Highways of the Sun" (4:28)